# Beatrycze Brandenburska
Beatrycze brandenburska (niem. Beatrix von Brandenburg; ur. ok. 1270, zm. przed 26 kwietnia 1316) – niemiecka księżniczka z brandenburskiej linii dynastii askańskiej. Poprzez dwa małżeństwa była księżną świdnicką i księżną Koźla, Bytomia i Siewierza.
Była drugą córką Ottona V Długiego, margrabiego brandenburskiego-Salzwedel i jego żony Judyty z Henneberga, córki hrabiego Hermana I z Henneberga i spadkobierczyni Coburga i Schmalkalden.

## Życiorys

### Rodzina
Beatrycze miała sześcioro rodzeństwa – trzech braci i trzy siostry. Jej bracia, Albert i Otto zmarli młodo, a najstarszy, Herman, odziedziczył wszystkie ojcowskie domeny. Młodsza siostra Beatrice, Matylda, wyszła w 1287/88 za Henryka IV Prawego (Probusa), księcia wrocławskiego i arcyksięcia Polski. Pozostałe dwie siostry to Kunegunda, która zmarła niezamężna, oraz Judyta, która wyszła za mąż w 1303 r. za Rudolfa I, księcia Saksonii-Wittenbergi. Prawdopodobnie ślub Beatrycze ze śląską linią dynastii Piastów przyczynił się do przyszłego ślubu Matyldy z Henrykiem IV.

### Pierwsze małżeństwo
Jednym z pierwszych zadań Bolka I Surowego jako jedynego księcia świdnickiego była ochrona jego skromnego dziedzictwa przed rosnącą potęgą księcia wrocławskiego Henryka IV Probusa. W tym celu postanowił zawrzeć sojusz z margrabiami brandenburskimi, scementowany zaręczynami między nim a Beatrice, które odbyły się w mieście Spandau 19 kwietnia 1279 r.; jednak oficjalny ślub odbył się ponad pięć lat później, 4 października 1284 r. w Berlinie (papieska dyspensa pozwalająca na ślub została ogłoszona rok później, w 1285 r.).
Bolko I i Beatrycze razem mieli dziesięcioro dzieci: 
1. Judyta (ur. ok. 1287 r. - zmarła w Landshut, 15 września 1320 r.), w 1299 r. wyszła za mąż za Stefana I, księcia Dolnej Bawarii.
2. Bolko (ur. ok. 1288 r. - zmarł 30 stycznia 1300 r.).
3. Beatrycze (ur. 1290 r. - zmarła w Monachium, 25 sierpnia 1322 r.), poślubiła 14 października 1308 r. księcia Górnej Bawarii Ludwika IV, późniejszego króla Niemiec i cesarza rzymskiego.
4. Bernard (ur. ok. 1291 r. - zmarł 6 maja 1326 r.).
5. Henryk I (ur. 1292/96 – zmarł przed 15 maja 1346 r.).
6. Elżbieta (ur. i zm. 1300).
7. Małgorzata (ur. i zm. 1300) [bliźniaczka Elżbiety?].
8. Bolko II (ur. 1 lutego 1300 r. - zmarł 11 czerwca 1341 r.).
9. Syn (urodzony ok. 1301 – 24 grudnia 1307).
10. Anna (ur. po śmierci Bolko, 21 listopada 1301 r. - zmarła przed 24 czerwca 1334 r.), przełożona zakonu św. Klary w Strzelinie (1327).

### Drugie małżeństwo
Bolko I zmarł nagle 9 listopada 1301 r. i został pochowany w opactwie Grüssau. W tym czasie Beatrycze była w ciąży z ich najmłodszą córką Anną, która urodziła się dwa tygodnie później. Bolko I został zastąpiony przez jego synów, ale ponieważ byli oni w tym czasie nieletni, brat Beatrycze, Herman, Margrabia Brandenburgii-Salzwedel przejął regencję nad ich ziemiami i opiekę nad jej dziećmi. Opiekę nad synami Henryka V Brzuchatego i regencję jego ziem objął król Wacław II.
Po prawie siedmiu latach wdowieństwa Beatrycze ponownie wyszła za mąż 21 września 1308 r. za Władysława, księcia Koźla, Bytomia i Siewierza. Mieli dwoje dzieci: 
1. Kazimierz (ur. ok. 1312 r. - zm. 2 marca 1347 r.).
2. Eufemia (ur. ok. 1313 r. - zm. 3 stycznia 1378 r.), poślubiona 2 marca 1333 r. księciu Konradowi I z Oleśnicy.

Beatrycze zmarła w 1316 roku i przeżyła czworo z dwunastu dzieci.